# タングステン
タングステンまたはウォルフラム（ドイツ語: Wolfram [ˈvɔlfram]、ラテン語: wolframium、英語: tungsten [ˈtʌŋstən]）は、原子番号74の金属元素であり、クロム族元素に分類される。元素記号は Wである。
元素記号の W はドイツ語の Wolfram に因む。IUPAC名は英語からtungstenとしており、日本語の名称もこれに基づく。

## 性質
タングステンの原子量は183.84で、その単体は銀灰色で重く、比重は19.3である。比重が金（Au）に近いため、金の延べ板の偽造に用いられた事例が有る。
化学的には比較的安定で、常圧における融点は 3380 °C で、沸点は 5555 °C である。金属の単体では最も融点が高く、金属としては比較的大きな電気抵抗を持つ。
なお、タングステンは硬くて脆いというイメージが持たれているものの、これは不純物が混じっている合金である場合であり、高純度なタングステンは柔らかい。ただし、これ以降は特に断りが無い限り、高純度ではないタングステンやタングステンの化合物について記述する。

### タングステンの化合物
- タングステン酸ジルコニウム（ZrW2O8） - 負の熱膨張を示す。
- タングステン酸アルミニウム（Al2(WO4)3） - Al3+ イオン伝導体
- 酸化タングステン(VI)（WO3） - 鉱物として産出する。
- 炭化タングステン（WC） - 最も沸点の高い物質で、常圧における沸点は、約 6000 °C である。また、ダイヤモンドに次ぐ硬さがある。
- パラタングステン酸アンモニウム - タングステンを鉱石から精錬した際に作られる中間生成物である。
- 銀タングステンカーバイド（AgWC）、銅タングステン（CuW） - 真空遮断器などのバルブ内の接触子材料として用いる場合がある。
- 硫化タングステン(IV)（WS2） - 固体の潤滑剤として用いる場合がある。
- フッ化タングステン(VI)（WF6） - 常温常圧において、特に密度の高い気体として知られる。水と反応すると分解する。

### タングステン酸塩鉱物
タングステン酸塩から成る鉱物をタングステン酸塩鉱物（タングステンさんえんこうぶつ、tungstate mineral）と総称する。灰重石 CaWO4（タングステン酸カルシウム）、鉄重石 FeWO4（タングステン酸鉄）、マンガン重石 MnWO4（タングステン酸マンガン）などが挙げられる。鉄重石とマンガン重石を総称してWolframite (Fe,Mn)WO4という。

## 同位体
タングステンには158Wから192Wまで、35種類の同位体が知られており、このうち180W、182W、183W、184W、186Wが天然に存在する。全ての同位体が放射性核種と考えられているが、いずれも極めて半減期が長く、崩壊が観測されたことはない。計算上では、1 gのタングステンは2日に1個の原子が崩壊しているはずだと考えられている。

## 用途
タングステンの融点の高さと電気抵抗の大きさを活かし、電球のフィラメントとして利用されてきたが、LEDの普及によりこの分野の使用量は減少してきている。融点の高さを利用した他の用途としては、電子顕微鏡や電子線描画装置の電子線（電子ビーム）発生の電極や、TIG溶接の非消耗電極の素材、またはプラズマアーク溶接、プラズマ切断の電極のように、高温に曝される電極の材料に用いる場合がある。他に、真空蒸着による薄膜形成の際、薄膜の素材となる金属の加熱・溶融・保持に使用される。
また、高温強度が強く、熱膨張係数は金属のうちでは最も小さいため、耐熱性の要求される分野でも用いられる。鉄タングステン合金や炭化タングステンは非常に硬度が高く、摩擦熱にも耐えるため、切削用工具などの工具の材料として用いる場合がある。
他に、比重が大きく高い硬度を利用して、装甲を撃ち抜くための砲弾の材料としても用いられる。特に戦車のもつ硬く厚い装甲を貫通するための徹甲弾の弾芯に用いられる。こうした徹甲弾の材料としてその後、比重が大きくある程度の硬度も有する劣化ウラン合金も使用され始め、タングステンと競合している。
密度の高さを活かして、X線を遮蔽するための材料として用いる場合もある。また、野性動物への鉛害防止の観点から、狩猟用の散弾銃の弾丸や、釣り針の錘などとして使われてきた鉛の代替品として注目されている。タングステンは鉛より加工が難しいが、近年はタングステン製の錘やルアーの販売も増えだしている。タングステンは比重が鉛より大きいため、同じ重量なら形状は鉛より小さくなる。それによって飛距離が伸びたり、岩や牡蠣殻の隙間に引っかかりにくくなったり、魚の捕食を誘発しやすいというメリットがある。しかし、価格の面では鉛製よりも高額となる。

## 産出
タングステンの1年間あたりの産出量は、中華人民共和国が52,000トンで、世界の産出量の8割以上を占めており、次いでロシア連邦、カナダ、オーストリアなどで、多く産出される。
日本では広島県廿日市市の大野鉱山、香川県丸亀市の手島などで小規模の鉱床が発見されたがいずれも閉山している。
産業上・軍事上で重要性の高い金属ながら、地球の地殻において濃度の低い元素であり、産出地も偏在している。日本においても多くを他国からの輸入に頼っている状況であるため、国際情勢の急変に対する安全保障策として国内消費量の最低60日分を国家備蓄すると定められている。

## 歴史
1781年にスウェーデンのカール・ヴィルヘルム・シェーレが灰重石から酸化タングステン(VI)の分離に成功し、タングステン酸と命名した。タングステン (tungsten) とは、スウェーデン語、デンマーク語、ノルウェー語で「重い石」という意味である。
1783年に、スペインのファン・ホセとファウストのエルヤル兄弟が、タングステン酸を木炭で還元して初めて単体を得て、ウォルフラム（ Wolfram） と命名した。これは、タングステン鉱石（鉄マンガン重石）Wolframit から来ており、これがスズ鉱石の中に混入すると、スラグを作ってスズの精製を阻害するため、スズを狼 (Wolf) のようにむさぼり食べるという意味で命名された。元素記号の W も、もとはこれが由来である。
1980年頃までは中華人民共和国の産出量も世界の5割を切っていたものの、20世紀終盤はタングステンが比較的低価格で、他国のタングステン鉱山が閉山し、中華人民共和国に採掘が集中した経緯がある。さらに21世紀に入り、中華人民共和国でのタングステンの需要が高まると、投機を行って、いわゆるマネーゲームによって利益を上げようとする者の資金が、タングステンの市場にも流入し、価格が吊り上げられた側面があり、2005年には取り引き価格が2倍以上に上昇した。
アメリカ合衆国では2010年に、コンゴ民主共和国および周辺国で紛争地域のテロ活動の資金源となっている鉱物、いわゆる「紛争鉱物」に指定され、製品に使用する企業は、アメリカ合衆国証券取引委員会に報告義務が課された。
生産をほぼ独占していた中国は、タングステンとレアアースとモリブデンに「輸出税」と「輸出数量制限」を課していたが、日米欧による世界貿易機関（WTO）への提訴をうけて、中国の協定違反と断じたため、2015年に輸出税と輸出数量制限を廃止した。